# TeamViewer SE
TeamViewer SE est une entreprise technologique internationale basée à Göppingen, en Allemagne. L'entreprise s'est fait connaître grâce au développement du logiciel d'accès et d'assistance à distance homonyme TeamViewer. TeamViewer AG donne la possibilité à ses clients de se connecter, surveiller et contrôler ordinateurs, machines informatiques et autres appareils. Les logiciels de TeamViewer sont utilisés par des entreprises de toutes tailles et de tous secteurs, par exemple pour numériser les processus de la chaîne de valeur industrielle. L'entreprise est cotée en bourse et est membre de MDAX et TecDAX.

## Histoire

### Démarrage et croissance
La création de TeamViewer remonte à la sortie de sa première version du logiciel TeamViewer en 2005. Pour réduire les déplacements chez les clients et présenter les logiciels de gestion de la qualité à distance, le fondateur de Rossmanith GmbH a développé le logiciel TeamViewer. Ce logiciel est devenu le produit phare de TeamViewer GmbH, qui opère aujourd'hui sous le nom de TeamViewer Germany GmbH. Le modèle commercial de l'entreprise permettait aux utilisateurs privés d'utiliser le logiciel gratuitement, tandis que les entreprises achetaient une licence payante. Ce modèle reste en vigueur aujourd'hui.
TeamViewer GmbH est rachetée par GFI Software en 2010. En 2014, le fonds d'investissement britannique Permira acquiert TeamViewer et aide l'entreprise à développer sa clientèle internationale ainsi que la portée de ses produits. Valorisé à environ un milliard de dollars américains, la société a été reconnue comme licorne, désignation d'une société non cotée en bourse valant au moins un milliard de dollars américains[réf. nécessaire].

### Offre publique initiale
Depuis le début de l'année 2018, l'entreprise a modifié son modèle économique, passant de la vente de licences à des abonnements. Cela a suivi une tendance générale dans le secteur informatique et a permis à TeamViewer GmbH de poursuivre sa croissance. En vue d'une introduction en bourse, une nouvelle structure d'entreprise a été créée en 2019. La société est devenue propriétaire de la société TeamViewer Germany GmbH, changeant alors de nom.
La première cotation à la bourse de Francfort en septembre 2019 a suscité un intérêt de la part des investisseurs. Avec un volume d'émission de 2,2 milliards d'euros, il s'agissait de la plus grande introduction en bourse d'une entreprise technologique allemande depuis 2000 et de la plus grande introduction en bourse en Europe en 2019. À la fin de l’année 2019, les actions de TeamViewer AG étaient déjà cotées dans les indices boursiers du MDAX et TecDAX.
TeamViewer a ensuite élargi son portefeuille, notamment dans le domaine des solutions industrielles,.
En décembre 2024, il a été annoncé que TeamViewer acquérait l'entreprise britannique 1E, un leader dans les solutions logicielles pour l'expérience numérique des employés (DEX).

## Entreprise
TeamViewer SE est une société européenne. Avec ses filiales nationales et étrangères, elle forme le groupe TeamViewer. Les filiales les plus importantes comprennent TeamViewer Germany GmbH, qui est responsable de l'activité opérationnelle. Les actions de la société sont négociées sur le marché réglementé (Prime Standard) de la bourse de Francfort. Environ 80 % des actions de TeamViewer SE sont émises en flottant. Les principaux actionnaires sont Permira, The Capital Group et BlackRock.
Le conseil d'administration de TeamViewer SE est composé d'Oliver Steil (directeur général), Stefan Gaiser (directeur financier) et Peter Turner (directeur commercial). Le conseil de direction élargi (Senior Leadership Team) est composé de neuf personnes. Le conseil de surveillance de TeamViewer AG est composé de six membres. Son président est Abraham Peled.
Le siège de TeamViewer SE est situé sur la Bahnhofsplatz, à Göppingen. Le bâtiment a été construit par la ville et devait à l'origine servir d'extension à l'hôtel de ville, avant d'être offert à l'entreprise en pleine croissance pour qu'elle le garde à Göppingen. Au niveau international, TeamViewer SE possède de nombreuses filiales et sites sur plusieurs continents. Par exemple, les principaux sites de recherche et de développement sont à Erevan, en Arménie, et à Ioannina, en Grèce.

## Produits
TeamViewer s'est fait connaître principalement par la création d’une solution d'accès à distance, ainsi que de contrôle et de maintenance à distance des ordinateurs et appareils mobiles. Le logiciel, appelé TeamViewer, prend en charge tous les principaux systèmes d'exploitation d'ordinateurs de bureau, de smartphones et de tablettes, notamment Windows, Linux, macOS, Android et iOS/iPadOS. Le logiciel est gratuit pour une utilisation privée et non commerciale.
La plateforme TeamViewer permet la connexion d'un large éventail d'appareils dans des entreprises de toutes tailles et de tous secteurs. De plus, TeamViewer propose des applications de réalité augmentée pour aider les travailleurs à simplifier leurs processus de travail grâce à des instructions étape par étape ou pour aider les techniciens de maintenance à résoudre à distance des problèmes complexes sur les machines. Il existe également des interfaces avec d'autres applications et services, tels que Microsoft Teams.